# 風柳山人時成
風柳山人 時成（ふうりゅうさんじん ときなり、生没年不詳）とは、江戸時代の浮世絵師。

## 来歴
出自・経歴は一切不明。ニューオータニ美術館所蔵の肉筆美人画「遊女図」（絹本着色）に「風柳山人時成冩意」という落款があり、この絵の作者として知られるのみである。「遊女図」は文化ごろの作とされ、絵の上部に「いつわりの　なき世なりせは　物前の　客の言のは　うれしからまし」という蜀山人の狂歌が記されている。画風は喜多川歌麿風で、その当時流行の歌麿に影響された人物のひとりだったと見られる。